# Verrière (aéronautique)
Pour l’article homonyme, voir Verrière (architecture).
En aéronautique, la verrière est la partie vitrée et transparente des aéronefs dont le poste de pilotage est clos. Elle permet au personnel navigant de voir l'extérieur de l'appareil afin de le manœuvrer convenablement aussi bien en vol qu'au sol, tout en restant à l'abri du vent et des intempéries. Il existe des aéronefs à poste de pilotage clos et sans verrière, navigant aux instruments, mais ils constituent de très rares exceptions : l'immense majorité d'appareils à poste de pilotage clos sont dotés d'une verrière.

## Fonction
Sa fonction est de protéger le pilote et les passagers du vent relatif et des intempéries, tout en ayant la forme la plus aérodynamique possible. Cette dernière fonction verra son application particulièrement améliorée pendant la Seconde Guerre mondiale par l'élaboration des verrières en bulle qui permirent une visibilité totale sur 360° sur certains avions de combat britanniques, américains et allemands. La matière utilisée n'était plus le verre mais des polycarbonates. La verrière a également un très important rôle de protection contre les impacts, qu'ils soient d'origine naturelle (débris, oiseaux) ou humaine (impacts de balles pendant un combat). Elles sont à cet effet en général très solides, avec certaines parties qui sont blindées (essentiellement la partie frontale).
De nombreux modèles de verrière pour hélicoptère, de par leur forme, sont aussi appelés bulle.
Sur les avions dotés d'un siège éjectable, elle est éjectée juste avant l'extraction du siège hors de l'avion, afin que le pilote ne vienne pas la percuter. Ce système est cependant surtout présent sur les avions d'origine américaine ou soviétique/russe. Les avions français ont eux généralement un système explosif qui fragilise le verre pour permettre au siège de le traverser, ce qui réduit assez significativement le temps nécessaire pour être extrait de l'avion en détresse.
Celle d'un avion de chasse Mitsubishi F-2 entré en service dans les années 1990 fait 1,5 m de long, 90 cm de large,  80 cm de haut pour un poids de 90 kg.

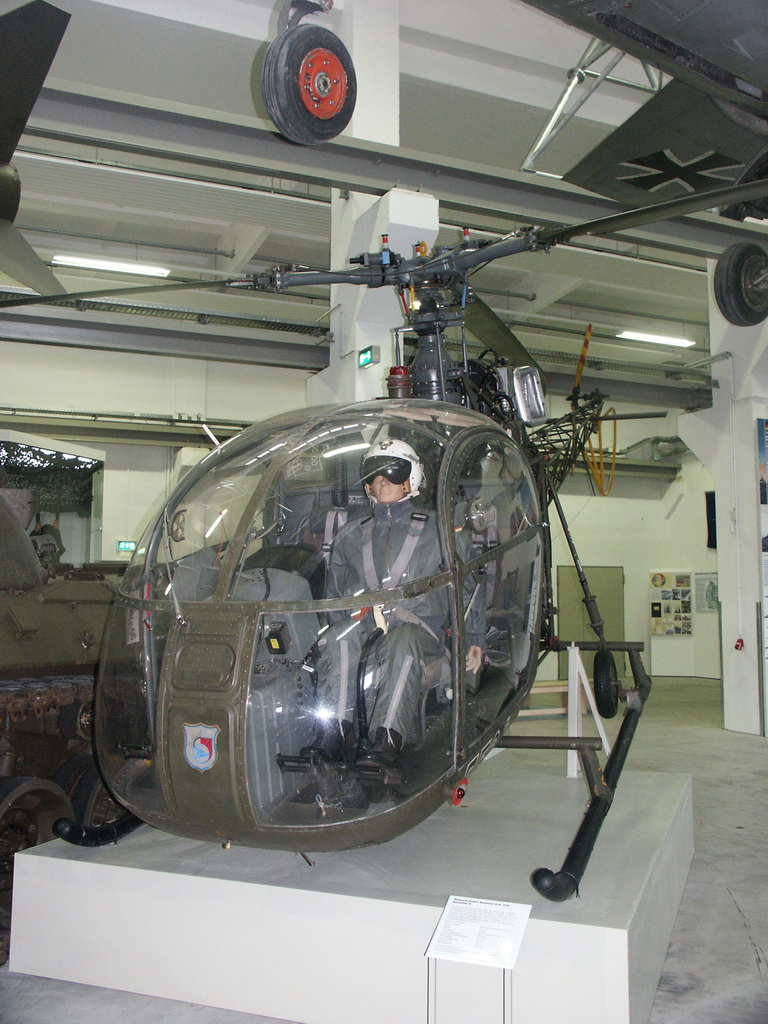
Bulle d'hélicoptère Alouette II.
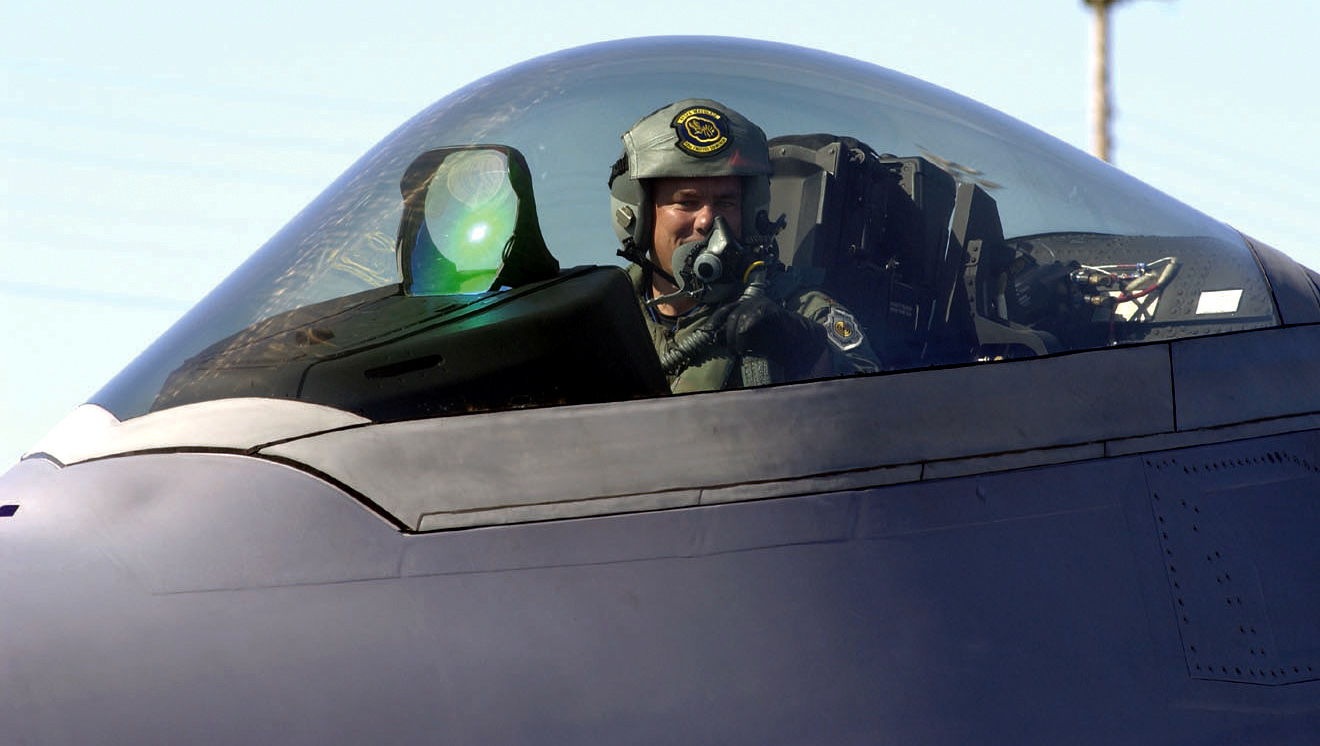
Verrière du F-22. Elle est recouverte d'une très fine couche d'or pour participer à la furtivité de l'avion.

## Sources
- Cet article est partiellement ou en totalité issu de l'article intitulé « Verrière » (voir la liste des auteurs).